# Lilleshall
Lilleshall est un village et une paroisse civile du Shropshire, en Angleterre. Il est situé dans l'est du comté, entre les villes de Telford et Newport. Au recensement de 2011, Lilleshall appartenait à la paroisse civile de Lilleshall, Donnington (en) and Muxton, qui comptait 14 776 habitants. Le village constitue une paroisse civile indépendante depuis le 1er avril 2015.

## Étymologie
Le nom Lilleshall provient du substantif vieil-anglais hyll « colline » auquel est préfixé le nom d'un individu. Il désigne donc « la colline de Lill ». Il est attesté sous la forme Linleshelle dans le Domesday Book, à la fin du XIe siècle.

## Histoire
Au Moyen Âge, le village relève de l'abbaye de Lilleshall (en), un monastère d'augustins fondé au XIIe siècle. Après la dissolution des monastères, le domaine de l'abbaye est racheté par James Leveson, un marchand de laine de Wolverhampton. Après la mort sans héritiers de son descendant Richard Leveson en 1661, le domaine passe à son petit-neveu William Leveson-Gower, premier représentant de la famille Leveson-Gower (en). Le duc de Sutherland George Leveson-Gower y fait construire une résidence de campagne, Lilleshall Hall, en 1831.